# Runyantown (Indiana)
Runyantown es un área no incorporada ubicada en el condado de Clark en el estado estadounidense de Indiana.

## Geografía
Runyantown se encuentra ubicada en las coordenadas 38°29′22″N 85°36′53″O / 38.48944, -85.61472.